# La Révolte des Triffides
Pour plus de détails, voir Fiche technique et Distribution.
La Révolte des Triffides (titre original : The Day of the Triffids) est un film britannique réalisé par Steve Sekely (et Freddie Francis pour les séquences additionnelles) sorti en 1963.
Il s'agit d'une adaptation du roman de John Wyndham intitulé Le Jour des Triffides, publié en 1951.

## Synopsis
Une nuit, une éruption solaire crée un spectacle magnifique dans le ciel, mais rend aveugle toute personne qui la regarde, soit 99 % de la population terrestre. Des plantes (les Triffides) venant de l'espace et tombées sur la terre précédemment profitent de cette infirmité humaine pour se mettre à se déplacer et à attaquer les hommes désemparés.

## Fiche technique
- Titre : La Révolte des Triffides
- Titre original : The Day of the Triffids
- Réalisation : Steve Sekely et Freddie Francis pour les scènes dans le phare (non crédité)
- Scénario : Bernard Gordon, d'après le roman Day of the Triffids de John Wyndham
- Photographie : Ted Moore
- Direction artistique : Cedric Dawe
- Costumes : Bridget Sellers
- Musique : Ron Goodwin
- Producteurs : George Pitcher, Philip Yordan (producteur exécutif) et Bernard Glasser (non crédité)
- Société de production : Allied Artists Pictures et Security Pictures
- Pays de production :  Royaume-Uni
- Genre : science-fiction
- Format : Couleurs (Eastmancolor) - 2,35:1 - Mono (Westrex Recording System) - 35 mm
- Durée : 93 minutes
- Date de sortie :
  - États-Unis : 27 avril 1963

## Tournage
- Les producteurs mécontents du travail de Sekely réclamèrent un nouveau montage. Ce dernier réduisit le film à moins de 60 minutes, le rendant inexploitable. On décida donc d’incorporer l'histoire parallèle du couple de scientifiques travaillant dans un phare sur une île. Ces séquences additionnelles ont été tournées par Freddie Francis[2]

## Distribution
- Howard Keel : Bill Masen
- Nicole Maurey : Christine Durrant
- Janette Scott : Karen Goodwin
- Kieron Moore : Tom Goodwin
- Mervyn Johns : Mr. Coker
- Ewan Roberts : Dr. Soames
- Alison Leggatt : Miss Coker
- Geoffrey Matthews : Luis de la Vega